# Projekt 254
Projekt 254 (jinak též třída T-43) je třída oceánských minolovek sovětského námořnictva z doby studené války. Celkem bylo postaveno 178 jednotek této třídy. Určité množství jich bylo předáno sovětským spojencům.

## Stavba

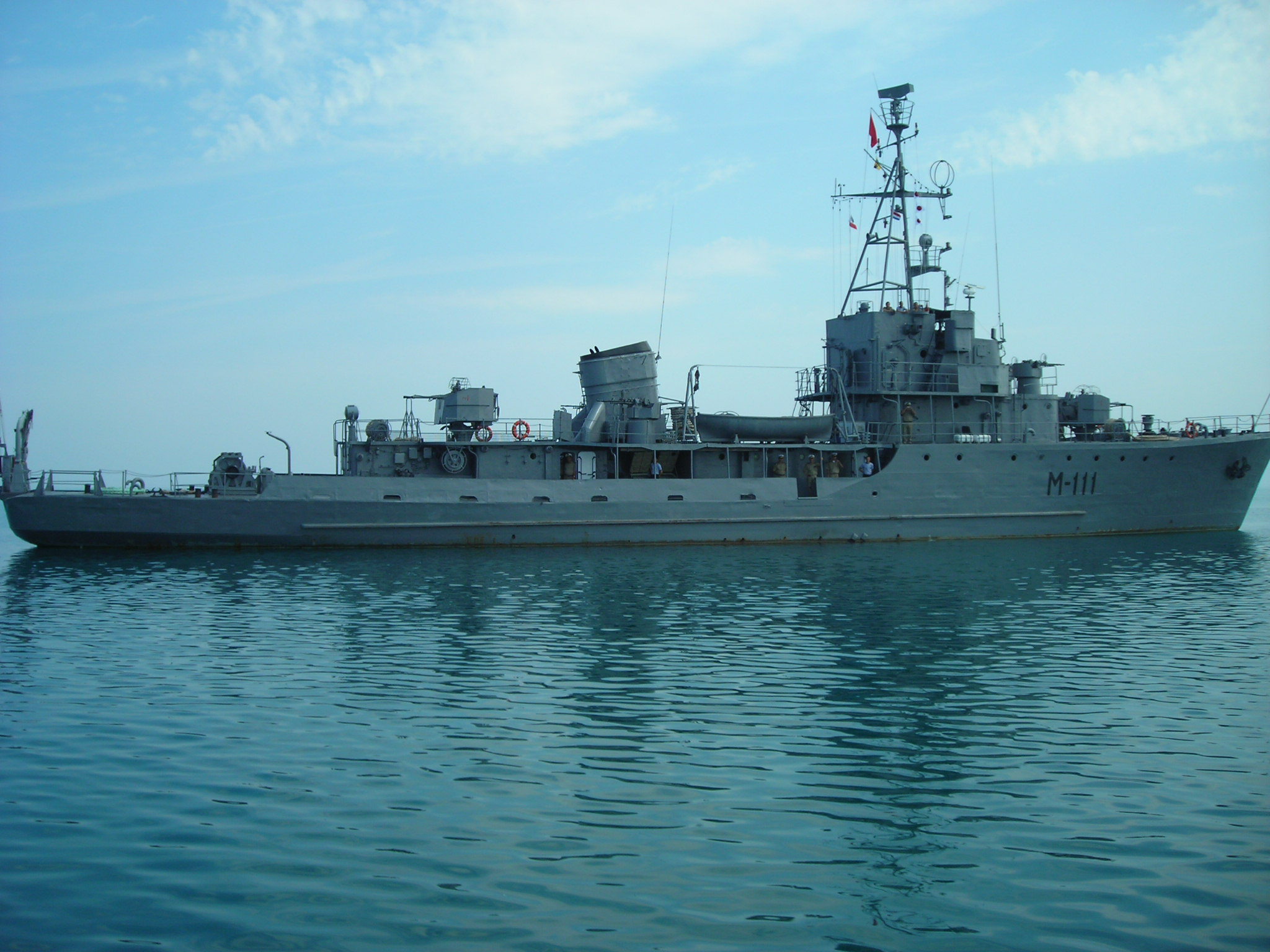
Albánská minolovka M-111

Třída byla stavěna od roku 1947 do padesátých let. Postaveno bylo 178 minolovek této třídy.

## Konstrukce

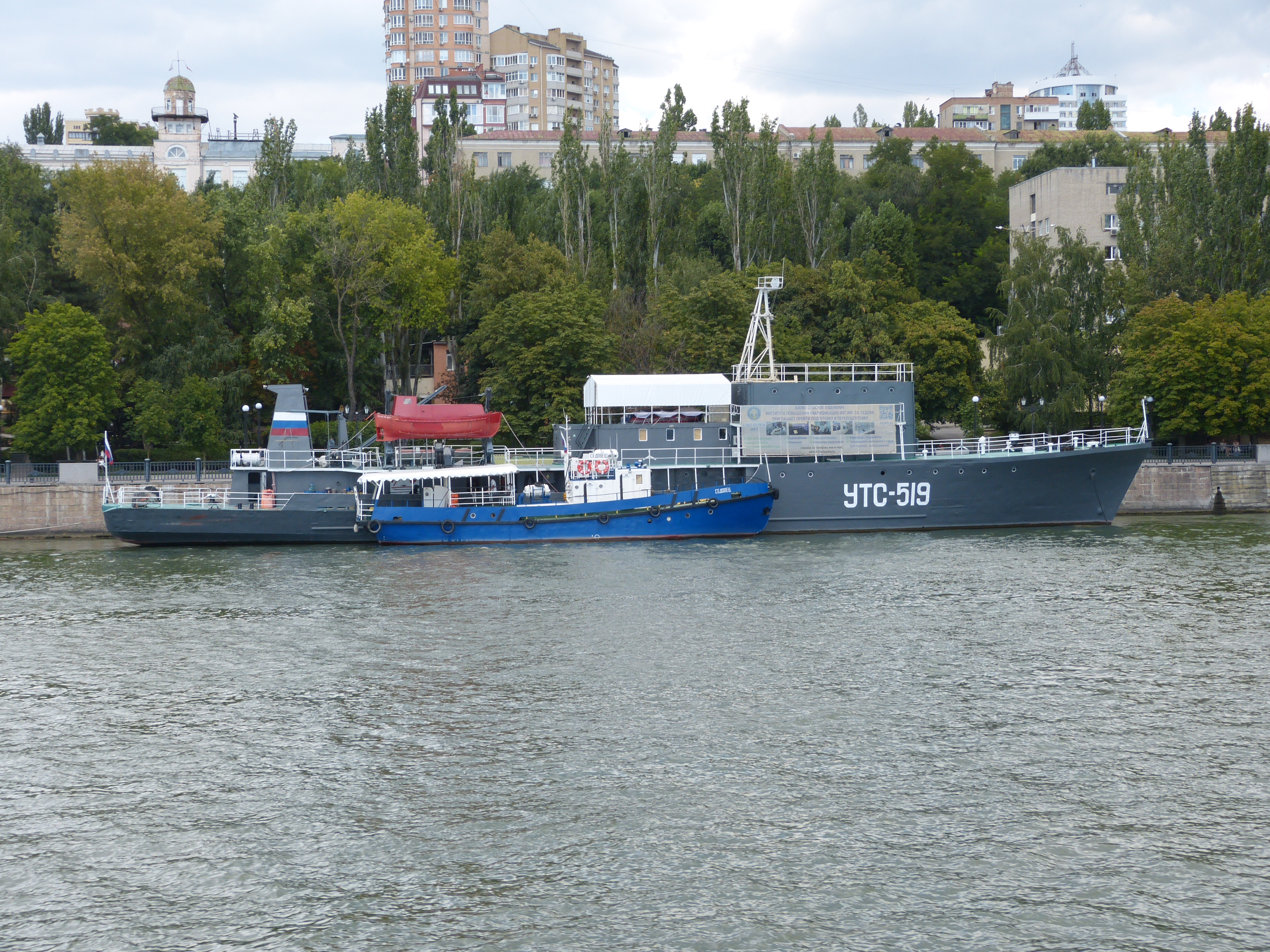
Vyřazená minolovka UTS-519

Plavidla byla vybavena sonarem Tamir. Výzbroj tvořily čtyři 37mm kanóny V-11, nebo V-11M ve dvouhlavňových věžích a osm 12,7mm kulometů 2M-1 (respektive dva 37mm dvoukanóny V-11M, čtyři 25mm kanóny v dvouhlavňových postaveních 2M-3M a dva 14,5mm dvojkulomety 2M-7 na projektu 254M a nebo dva jednohlavňové 45mm kanóny SM-21ZIF a dva dvojkulomety 2M-7 na projektu 254A). Dále lodě nesly dvě skluzavky pro spouštění hlubinných pum a až 16 min. Během služby byly na některé minolovky instalovány dvě čtyřnásobná vypouštěcí zařízení protiletadlových řízených střel 9K32 Strela-2. Pohonný systém tvořily dva diesely 9D (na některých jednotkách 9DM) o výkonu 3000 hp. Lodní šrouby byly dva. Nejvyšší rychlost dosahovala 15 uzlů.

## Modifikace
Část plavidel provozovala KGB. Několik jednotek bylo přestavěno na radarová plavidla. V případě radarových plavidel jejich výzbroj tvořily čtyři 37mm kanóny a dva 25mm kanóny. Jimi nesený radar byl typu Knife Rest.